# Адоратський Володимир Вікторович
Володи́мир Ві́кторович Адора́тський (нар. 7 (19) серпня 1878, Казань — 5 червня 1945, Москва) — діяч Комуністичної партії, вчений-марксист, академік Академії наук СРСР по відділенню суспільних наук (філософія) (з 29.03.1932). Член Центральної Ревізійної Комісії ВКП(б) у 1934—1939 роках.

## Біографічні відомості
Народився в Казані в родині службовця. У 1897 році закінчив Другу Казанську класичну гімназію.
Брав участь у революційному русі з 1900 року.
У 1903 році закінчив юридичний факультет Казанського університету.
У 1903 році займався науковою роботою в Казанському університеті. З грудня 1903 по травень 1904 року студіював у Берліні та Женеві.
З травня 1904 по грудень 1905 року перебував на нелегальній роботі в Казані. Член РСДРП з липня 1904 року. 
У грудні 1905 року заарештований за революційну діяльність, до квітня 1906 року перебував у в'язниці міста Казані. У квітні 1906 року засланий до міста Чорний Яр Астраханської губернії.
У 1906 році виїхав до Швейцарії, де з 1906 по 1908 рік займався науковою роботою в Цюріху та Женеві. У 1908—1911 роках працював у Казанському університеті. З 1911 по 1912 рік займався науковою роботою в Берліні, з 1912 по 1914 рік — у Казані, з 1914 по 1918 рік — у німецьких містах Бад-Кіссінген, Райхенбах, Галле, Бад-Верісхофен, Мюнхен.
У 1918 році повернувся до Росії. З липня 1918 по травень 1919 року — завідувач Новоромановського архіву в Москві.
У травні 1919 — липні 1920 року — лектор робітничого факультету радпартшколи в Казані.
З липня по грудень 1920 року — член Комісії з історії партії та Жовтневої революції Народного комісаріату освіти РРФСР.
У грудні 1920 — 1928 року — заступник завідувача Центрального архіву (архівного управління) РРФСР. Одночасно викладав у Комуністичному університеті та Інституті червоної професури в Москві.
У 1928 — листопаді 1931 року — член дирекції Інституту В. І. Леніна при ЦК ВКП(б).
У листопаді 1931 — січні 1939 року — директор Інституту Маркса—Енгельса—Леніна при ЦК ВКП(б).
Одночасно, з 1936 по січень 1939 року — директор Інституту філософії Академії наук СРСР.
У січні 1939 — липні 1941 року — відповідальний редактор Інституту Маркса—Енгельса—Леніна при ЦК ВКП(б).
У липні 1941 — жовтні 1943 року — в евакуації в Алма-Аті, старший науковий співробітник Інституту філософії Академії наук СРСР. З листопада 1941 по квітень 1942 року важко хворів, лежав у лікарні Алма-Ати.
У листопаді 1943 — 5 червня 1945 року — головний редактор Інституту Маркса—Енгельса—Леніна при ЦК ВКП(б).
Наукову діяльність присвятив питанням теорії та історії марксизму-ленінізму, науковому виданню творів Маркса, Енгельса, Леніна.
Помер 5 червня 1945 року в Москві, похований на Донському цвинтарі Москви.